# Боровик Олег Володимирович
Олег Боровик (нар. 13 серпня 1996 року) — український каноїст. Він є срібним призером чемпіонату світу 2018 року та срібним призером чемпіонату Європи 2018 року.

## Міжнародні змагання
У червні 2018 року на Чемпіонаті Європи з веслування на байдарках і каное у Белграді здобув срібну медаль у складі каное-четвірки (інші учасники команди: Юрій Вандюк, Андрій Рибачок, Олександр Сівков) у запливі на дистанцію 500 метрів.
У серпні того ж року на Чемпіонаті світу з веслування на байдарках і каное у Монтемор-у-Велю здобув срібну медаль у складі каное-четвірки (учасники команди ті ж самі, лише замість Олександра Сівкова Едуард Шеметило) у запливі на дистанцію 500 метрів.
На Європейських іграх у липні 2019 року  у Мінську посів сьоме місце серед юніорів та молоді (до 23 років) з веслування на каное.